# Крайбрежие
Крайбрежието е място, където сушата среща море, океан или езеро. Тази зона представлява геоложка, географска и екологична среда. Много крайбрежни зони са покрити с множество скални частици, които образуват геоложка форма, наречена пясък.
Голяма част от населението на света живее в крайбрежни райони, отчасти, за да се възползва от морски ресурси, като рибата, но най-вече, за да участва в морската търговия с други страни, а и също така да се възползва от по-мекият, благоприятен климат. Според ООН, около 44% от хората на Земята живеят на по-малко от 150 km от морето.

## Образуване
Приливите често определят обхвата на отлагане на седиментите. Областите с голяма амплитуда на приливите позволяват на вълните да достигат по-навътре към крайбрежието. Тази амплитуда зависи от размера и формата на бреговата линия. Обикновено, приливите не причиняват ерозия сами по себе си, но приливните талази могат да доведат до ерозия, докато вълните навлизат нагоре по течението на речни естуари от океана.
Вълните ерозират бреговата ивица, докато се разбиват на брега, освобождавайки енергията си. Колкото е по-голяма вълната, толкова повече енергия освобождава и повече седимент измества. Крайбрежията с по-дълга брегова ивица имат повече място за абсорбиране на енергията на вълните, докато бреговете със скали имат малко място, на което да се разсеят вълните. Следователно, вълновата енергия, струпваща се върху скалите, е по-висока, а въздух и вода се набиват в скалните пукнатини, което допълнително раздробява камъка. Утайката, отложена от вълни, идва от ерозиралата фасада на скалата и се движи по бреговата линия от вълните.
Утайките, отложени от реки, са преобладаващи в общото количество утайки по крайбрежията. В днешно време обаче речните утайки често се възпират от язовирни стени или други съоръжения, създадени от човека. Също както океана, който ги оформя, крайбрежията са динамична среда, търпяща постоянна промяна. Естествени процеси на Земята, в частност покачващото се морско равнище, вълните и различни метеорологични явления, водят до ерозия, акреция и преобразуване на крайбрежията.

## Екологично значение
Крайбрежието и околните му райони, както на сушата, така и в морето, са важна част от местната екосистема: смесването на прясна с морска вода при естуарите предоставя много хранителни вещества за морския живот. Солените блата и плажовете също поддържат голямо разнообразие от растения, животни и насекоми, които са жизненоважни за хранителната верига.
Високата степен на биоразнообразие създава високо ниво на биологична активност, която привлича хората в продължение на хиляди години.